# 송홍민
송홍민(1996년 2월 7일~)은 대한민국의 축구 선수로, 포지션은 수비형 미드필더이다. 현재 K리그2 경남 FC에서 활약하고 있다.

## 구단 경력
2017년 12월 21일 대한민국 K리그2의 부천 FC 1995에 신인 선수로 입단하였음이 발표되었다. 2018년 4월 4일 부산 아이파크와의 FA컵 경기에서 프리킥을 바로 골로 연결하며 프로 데뷔골을 기록했다. 2019년 3월 30일 부산 아이파크와의 경기에서 중거리골로 리그 데뷔골을 기록했다.

## 기타
축구 선수 손흥민과 비슷한 이름으로 주목을 받기도 했다.